# Секваті
Секваті (*д/н — 20 вересня 1861) — кґосі (вождь) держави Марота народу педі в 1827—1861 роках.

## Життєпис
Третій син кґосі Туларе I. Наприкінці панування батька разом з братами мусив протистояти численним племенам нгуні, що рушили на північ під час мфекане. Прийшов до влади близько 1824 року після смерті старших братів Молекуту I (загинув 1826 року) і Пхедеті I (загинув 1827 року), що загинули у війнах з Мзіліказі, вождем матабеле. Мусив вести з останнім і племенами свазі запеклі війни. Водночас протистояти розпаду держави. Зрештою йому вдалося цього досягти. Він переніс свою столицю з Фірінга в Табу-Мосего на схилах гір Леоло, де побудував укріплені стіни для відбиття подальших атак.
1837 року після поразки від бурів Мзілакізі залишив цей регіон. Секваті намагався налагодити мирне співіснування з новими поселенцями. У 1838 році відбив напад бурів на чолі з Андрісом Хендріком Потгітером. 1850 року зупинено новий наступ бурів. З цього часу зосередив увагу на розбудові держави, налагодженні торгівлі з сусідами.
Помер Секваті 1861 року. Втім його офіційного спадкоємця Мампуру II повалив брат Секукуне I.